# Hydraena eichleri
Hydraena eichleri är en skalbaggsart som beskrevs av Armand D'Orchymont 1937. Hydraena eichleri ingår i släktet Hydraena och familjen vattenbrynsbaggar. Inga underarter finns listade i Catalogue of Life.